# Ottobeuren
Ottobeuren est une commune de Bavière (Allemagne), située dans l'arrondissement d'Unterallgäu, dans le district de Souabe, où se situe une célèbre abbaye bénédictine, l'un des plus importants exemples d'architecture style baroque de l'Allemagne du sud.

## Jumelages
- Norcia (Italie)
- Saint-Donat-sur-l'Herbasse (France)
- Tenterfield (Australie)

## Monuments
- Église basilique de l'abbaye. La façade est relativement sobre, en contraste avec l'intérieur baroque de style rococo richement orné de stucs et de décors peints. La chaire et le maître-autel sont particulièrement en évidence, ainsi que le tabernacle.

## Personnalités liées à la ville
- Johann Hiebel (1681-1755), peintre né à Ottobeuren.
- Charles-Joseph Riepp (1710-1775), facteur d'orgue né à Eldern.
- Sebastian Kneipp (1821-1897), prêtre né à Stephansried.
- Theodor Breher (1889-1950), évêque né à Ottobeuren.